# Hospital Britannia
Hospital Britannia (títol original: Britannia Hospital) és una pel·lícula britànica dirigida per Lindsay Anderson, estrenada l'any 1982. És l'última d'una trilogia que té per protagonista Michael Travis, interpretat per McDowell, i que inclou: If..., El Millor dels mons possible i Britannia Hospital. Ha estat doblada al català.

## Argument
El Britannia Hospital és a la vetlla de celebrar el seu 500 aniversari.

## Repartiment
- Malcolm McDowell: Mick Travis
- Leonard Rossiter: Vincent Potter
- Brian Pettifer: Biles
- John Moffatt: Greville Figg
- Fulton Mackay: el cap director Johns
- Vivian Pickles: infermera
- Barbara Hicks: la Sra. Tinker
- Graham Crowden: el professor Millar
- Jill Bennett: Dr. MacMillan
- Peter Jeffrey: Sir Geoffrey
- Mark Hamill: Red
- Robbie Coltrane: un piquet de vaga
- Alan Bates: Mcready
- T.P. McKenna: cirurgià